# Thelyconychia vidua
Thelyconychia vidua är en tvåvingeart som beskrevs av Louis-Paul Mesnil 1964. Thelyconychia vidua ingår i släktet Thelyconychia och familjen parasitflugor. Inga underarter finns listade i Catalogue of Life.